# Ministerstvo vnitra Spojených států amerických
Ministerstvo vnitra (anglicky: United States Department of the Interior (DOI), nebo jen Interior Department), je ministerstvo federální vlády ve Spojených státech, zodpovědné za správu a ochranu přírody a přírodního bohatství většiny federální země a správu programů vztahujících se k původnímu obyvatelstvu Spojených států, Aljašky, Havaje a ostrovních oblastí Spojených států amerických.

## Podřízené agentury a úřady

### Správa národních parků
Správa národních parků (anglicky: National Park Service (NPS)) byla založena v roce 1916. Spravuje přes 400 federálních lokalit, včetně 63 národních parků. Jejím hlavním úkolem je ochrana přírody, kulturního dědictví a bezpečnost návštěvníků. Zaměstnává přibližně 20 000 lidí.
NPS disponuje dvěma ozbrojenými složkami. Strážci zákona (anglicky Law Enforcement Rangers) působí přímo v parcích, kde vykonávají policejní dohled a zajišťují bezpečnost návštěvníků. Druhou ozbrojenou složkou je Parková policie Spojených států amerických (United States Park Police, zkráceně USPP), federální ozbrojená policejní složka, která má za úkol udržovat bezpečnost v turisticky významných oblastech, jako jsou Washington, D.C., New York City nebo San Francisco. Její základy se začaly formovat již v roce 1791, což z USPP činí nejstarší uniformovanou policejní agenturu v USA.

### Úřad pro ochranu ryb a volně žijících živočichů Spojených států amerických
Úřad pro ochranu ryb a volně žijících živočichů Spojených států amerických (anglicky: United States Fish and Wildlife Service (USFWS nebo FWS)) byl založen v roce 1940 sloučením několika původních agentur zabývajících se ochranou přírody. Jejím hlavním úkolem je ochrana a obnova populací volně žijících živočichů, jejich přirozeného prostředí a ohrožených druhů. Spravuje více než 560 národních přírodních rezervací a stovky dalších chráněných lokalit. Zaměstnává přibližně 9 000 lidí.
FWS je jedinou federální agenturou s výhradní odpovědností za vymáhání zákonů na ochranu divoké přírody, včetně těch o ohrožených druzích. Její ozbrojená složka, známá jako Úřad pro vymáhání zákonů (Office of Law Enforcement, zkráceně OLE), má pravomoci k vyšetřování pytláctví, nelegálního obchodu se zvířaty a k ochraně biologického dědictví USA.